# Papež Inocenc VI.
Inocenc VI., rojen kot  Étienne Aubert  je bil katoliški papež; * 1282 Beyssac (okraj Corrèze, Limousin, Francosko kraljestvo; danes: Francija); † 12. september 1362, Avignon (Provansa, Papeška država – danes Francija).

## Življenjepis
Inocenc VI. se je rodil kot Étienne Aubert 1282 v kraju Monts v župniji Beyssac (okraj Corrèze, Limousin, Francosko kraljestvo; danes: Francija). Njegov oče Adhémar Pompadour je bil nižji plemič. 

Študiral je civilno pravo in diplomiral 1321 ter dokotoriral 1329 na toulouški univerzi. Vstopil je v kraljevo službo in postal stalni sodnik 1321. 1335 ga je kralj Filip Srečni poklical na dvor in mu zaupal številne poslanstva pri Benediktu XII..

Posedoval je že mnogo manjših nadarbin, kanonikatov in arhidiakonatov, ko se ga 13. januarja 1338 izvolili za škofa v mestu Noyon; 11. oktobra 1340 je prešel na nadškofijski sedež v Clermont. Klemen VI. – tudi on po rodu iz Limousina -, ga je takoj po izvolitvi poklical v Avignon in ga imenoval za kardinala pri SS. Giovanni e Paolo 20. septembra 1342, že pri svojem prvem kardinalskem konzistoriju. 1348 ga je imenoval za velikega penitenciarja, a 13. februarja 1352 za ostijskega kardinala-škofa.

## Papež
Kardinali so po kratkem konklavu po Klemenovi smrti izvolili kardinala Štefana Auberta, ki si je privzel ime Inocenc VI. Pred tem je bil profesor civilnega prava v Toulousu, pozneje pa škof in nadškof v raznih francoskih škofijah ter kardinal. Za papeža so ga izvolili 18. decembra 1352. 

Ob njegovi izvolitvi se prvič srečamo z volilnim sporazumom ali »capitulationes«, kar pomeni seznam pogojev, pod katerimi kardinali nekoga volijo za papeža; zanimivo je, da je Štefan kot kardinal tudi podpisal ta sporazum, vendar s pripisom: »kolikor ne nasprotuje cerkvenemu pravu«. Ta sporazum je zahteval od prihodnjega papeža med drugim tudi naslednje:
1. število kardinalov ne bo preseglo dvajset
2. brez privolitve kardinalskega zbora ne bo imenoval novih članov, ne bo jim mogel odreči volilne pravice ali jih izobčiti
3. ne bo mogel podeljevati nadarbine niti imenovati višjih uslužbencev v Papeški državi. [3]

Ko pa je dobil volitve, je bil eden izmed prvih papeških dejanj da je razglasil sporazum protizakonit in ničen ter ga razveljavil, ker vsebuje omejevanje od Boga dane papeške oblasti. Kmalu po svojem kronanju je mnogim klerikom, ki so se zgrnili v Avignon za časa njegovega velikodušnega prednika zaradi pridobivanja raznih ugodnosti, nadarbin in privilegijev, ukazal pod kaznijo izobčenja, da se morajo takoj vrniti nazaj v kraj svojega bivanja. Nekaj podeljenih nadarbin, ki jih je podelil njegov predhodnik, je prelical, mnoge privilegije odpravil. S papeškega dvora je odpravil razkošnost in zahteval tudi od kardinalov, naj posnemajo njegov zgled. Članom Rote – ki so opravljali svojo službo zastonj – je določil primerne dohodke, da bi lahko bolj nepristransko delili pravico. 

Lotil se je prenove papeške kurije: kardinalom je vzel nekatere privilegije, zmanjšal je število kurijskih uslužbencev, uvedel varčnejšo upravo in zahteval skromnejše življenje na papeškem dvoru. Izdal je več odlokov za prenovo duhovščine. Zahteval je tudi prenovo redovništva in posebno odločno nastopil zoper nekatere prenapete skupine, ki so izhajale iz reda manjših bratov. 
 

### Priprava papeževe vrnitve v Rim
Ozemlje Papeške države  v Italiji  so si svojile močne plemiške rodovine, zlasti Malatesta, Orsini, Colonna in druge, varnost in mir pa so ogrožale kot one, tako tudi razbojniške tolpe. Vse to je zadrževalo papeže v Avignonu od 1309 do 1377. Zato je papež v avgustu 1352 pooblastil rimskega tribuna Cola di Rienza za papeškega pooblaščenca. Predhodnik Klemen ga je bil izobčil zaradi herezije ter upora zoper Sveto rimsko cesarstvo, praški nadškof Ernest pa ga je zaprl. 1353 ga je papež poslal v Rim skupaj s kardinalom Albornozom , generalnim vikarjem Papeške države, da bi obnovila papeško oblast v Italiji. Rienzo je bil sicer dober govornik in je želel obnoviti staro rimsko slavo, vendar je s svojo samovšečnostjo in nesprejemljivimi diktatorskimi metodami izzval rimsko ljudstvo k vstaji, in so ga zaklali 8. oktobra 1354 ter sežgali. Albornoz je delal red z vojaško silo in diplomatsko spretnostjo ter je bival v Italiji skozi dve obdobji – in dal Papeški državi modre zakone, ki so bili v veljavi vse do Napoleonovih časov. Papež pa se vseeno ni mogel vrniti v Rim, ker je prej umrl. 

### Ekumenizemin poskus zedinjenja
Inocenc je bil dejaven tudi na Vzhodu, čeprav ni dosegel pričakovanih uspehov. Odpoved bizantinskega cesarja Ivana Kantakuzena konec 1354, ter smrt srbskega kralja in cesarja Štefana Dušana 10. decembra 1355, sta napravila konec upanju o približevanju, in celo popolnem zedinjenju s katoliško Cerkvijo, ki so ga budili njuni načrti, ki sta jih delala v zameno za medsebojno neodvisnost. Novi cesar Andronik Paleolog se je povrnil k tem načrtom, ki jih je razložil temeljito v svoji zlati buli 15. decembra 1355. Papež se je tega razveselil in ga spodbujal, naj vztraja v tej usmeritvi. To je postavil tudi kot pogoj za morebitno gmotno pomoč zoper muslimanske Turke. Andronik je trčil ob hud odpor pravoslavnega klera in njegova spreobrnitev na katoliško vero, ki je sledila nekaj let pozneje, je ostala popolnoma osebna odločitev. 

### Papež Inocenc in Slovenci
Leta 1360 je razsodil v sporu, ki je nastal med sevniškim vikarjem Vajgandom in kostanjeviškim opatom Janezom zaradi videmske župnije; to župnijo je oglejski patriarh Pagan1331 izročil kostanjeviškim cistercijanom.

## Smrt in spomin
1361 se je neredom in pomanjkanju, ki jih je povzročila stoletna vojna, pridružila v avinjonski in venassinski grofiji še epidemija kuge, ki je v nekaj mescih umorila devet kardinalov, apostolskega tajnika in blagajnika, ter tako oropala papeža njegovih glavnih svetovalcev. Inocenc je bil že v letih, ko ga je zadela kap, ki je povzročila smrt 12. septembra 1362 v Avignonu. Papež je navadno preživljal poletne mesece v Villeneuve-lès-Avignon, v postojanki, ki jo je dal zgraditi, ko je bil še kardinal. 2. junija 1356 je tam utemeljil kartuzijo posvečeno sv. Janezu Krstniku, ki je od 1362 postala Notre-Dame du Val-de-Bénédiction. Pokopali so ga tukaj, po slovesni zadušnici, ki so jo opravili v stolnici Notre-Dame-des-Doms. 

Veličastno grobnico s papeževim ležečim kipom sta napravila klesar Thomas de Torunon in kipar Barthélémy Cavailler. V 19. stoletju  je bila varno spravljena v villeneuvskem  zavetišču, nakar so jo ponovno sestavili in postavili v kapelo Svete Trojice v kartuziji. Glavo so na novo napravili.

.

### Odlikovanja
Papež Klemen VI. je prejel odlikovanje Vrhovnega Kristusovega reda in je s tem postal veliki mojster vrhovnega Kristusovega reda.